# نورا خان
نورا خان (بالإنجليزية: Nora Khan)‏ هي كاتِبة أمريكية، ولدت في 23 أكتوبر 1983 في وارويك في الولايات المتحدة.